# Gerry Hutch
Gerry Hutch, né en 1963, est un ancien braqueur irlandais.

## Biographie
Ayant été le chef de la bande Bugsy Malone qui a sévi en Irlande dans les années 1970, il a été considéré comme principal suspect de deux des plus importants vols à main armée de l'histoire de l'Irlande,. Le Criminal Assets Bureau, une agence du gouvernement irlandais, lui a réclamé plus de 2 millions £ en frais divers ; Hutch a accepté de verser 1,2 million £ pour mettre fin à des procédures.
Depuis sa libération en 1985, il est surnommé « Le Moine » parce qu'il s'astreint à une « vie disciplinée et ascétique ». Il participe aux activités des quartiers défavorisés de Dublin, travaillant avec des enfants tout en les invitant à ne pas consommer de drogues.

## Déréférencement de la part de Google
Fin juillet 2014, l'article Wikipédia en anglais a fait l'objet d'une procédure de déréférencement de la part de Google dans les pages présentées, au nom du « droit à l'oubli » . Cet article fait partie des deux articles de langue anglaise ayant fait l'objet d'une telle procédure, sur les sept articles déréférencés en juillet 2014.

### Citations originales
1. ↑  (en) « disciplined, ascetic life style »